# 미코세라믹스
주식회사 미코세라믹스(Mico Ceramics)는 대한민국의 반도체 장비용 세라믹 부품 기업으로,미코의 자회사이다.